# Sveti Lovreč
Sveti Lovreč (italienisch San Lorenzo del Pasenatico) ist ein Dorf in der Gespanschaft Istrien, Kroatien. Die Gemeinde hat laut Volkszählung 2021 960 Einwohner.

## Geschichte
Das Dorf Sveti Lovreč wurde nach der aus dem 8. Jahrhundert stammenden Kirche Sveti Lovreč (St. Laurentius) benannt. Die Gebäude und Stadtmauern des Dorfes reichen bis ins 9. Jahrhundert zurück. Sveti Lovreč hat drei Stadttore. 

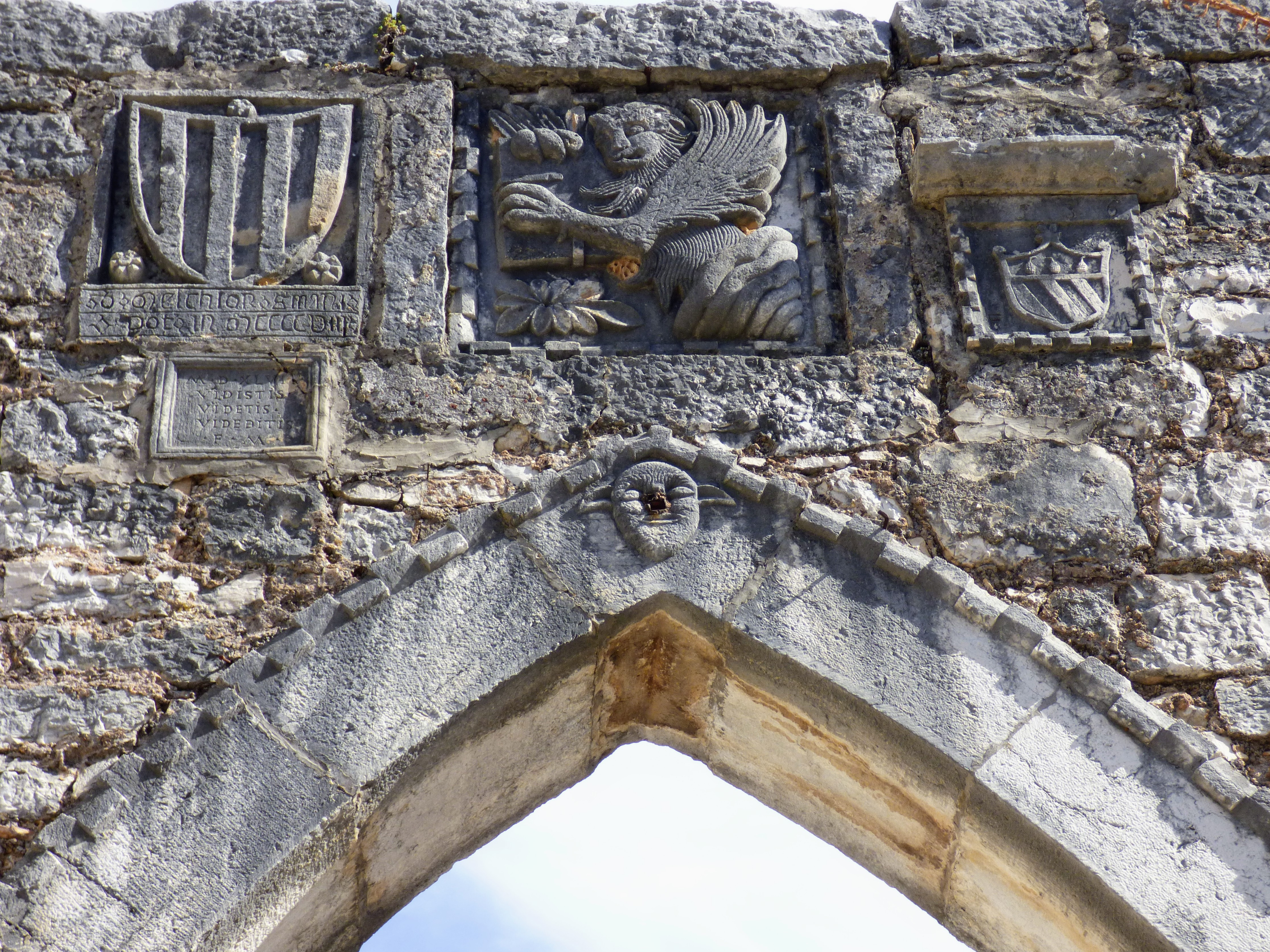
Wappen über dem Stadttor
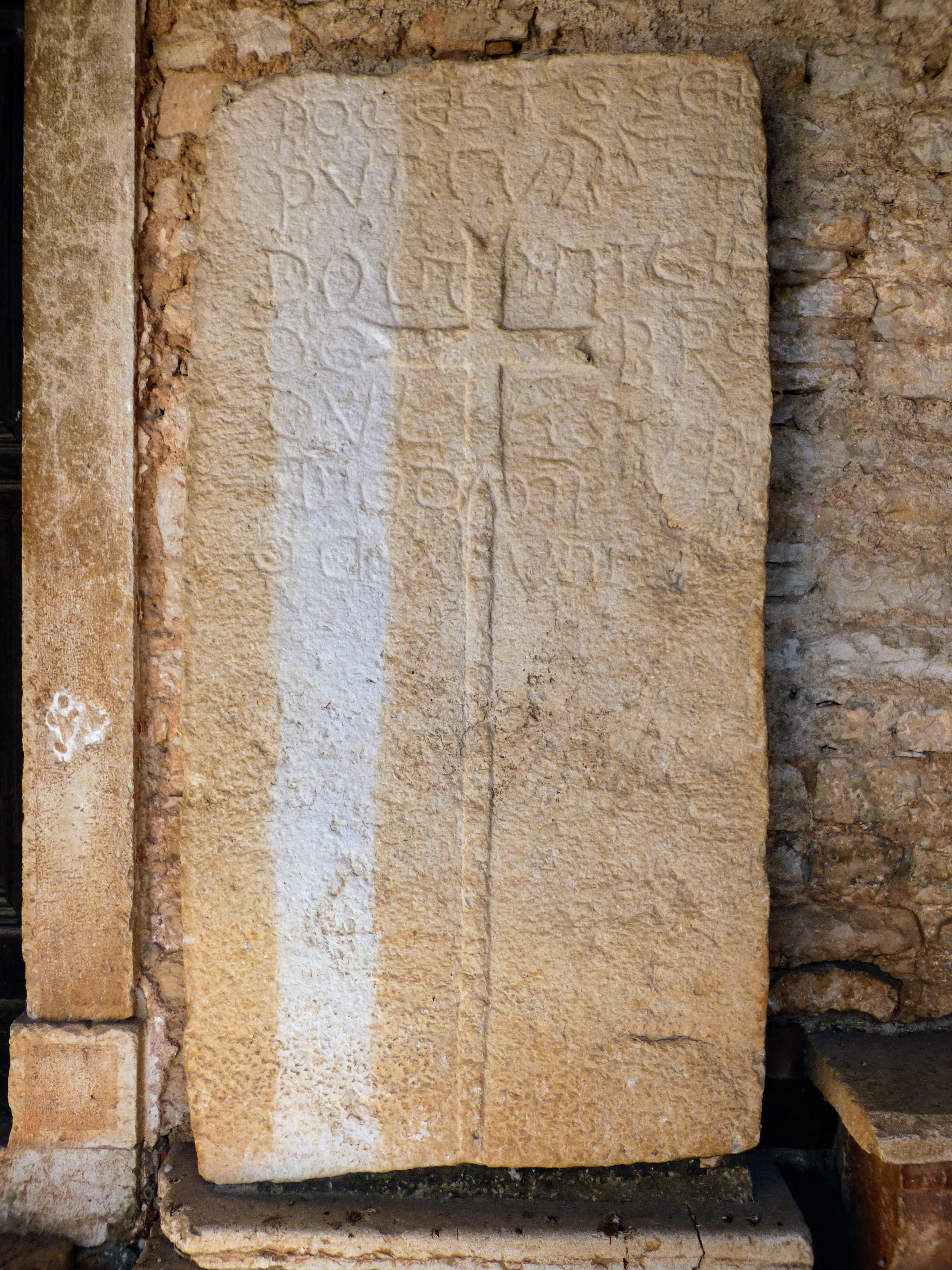
Stein an der Pfarrkirche
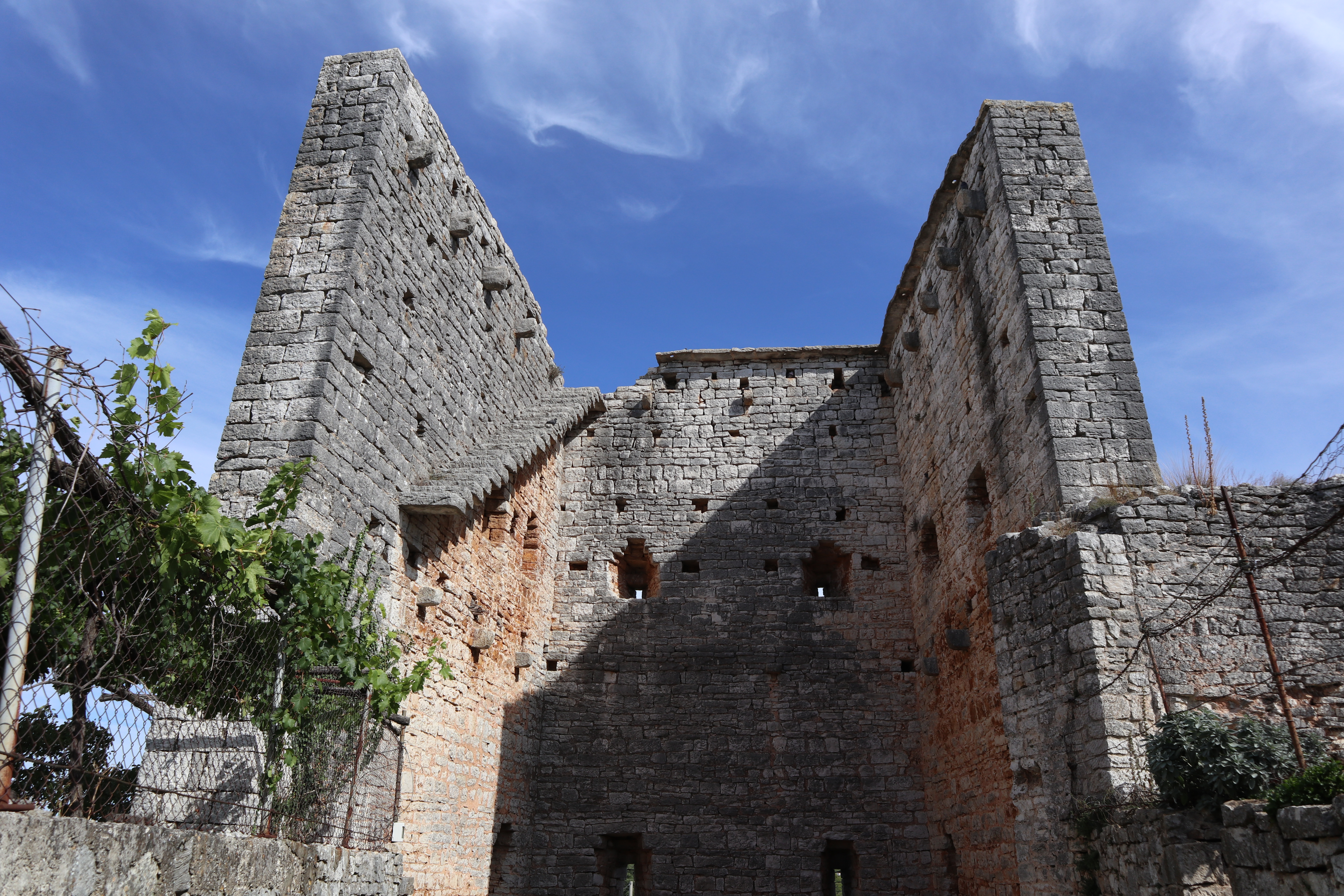
Kastell
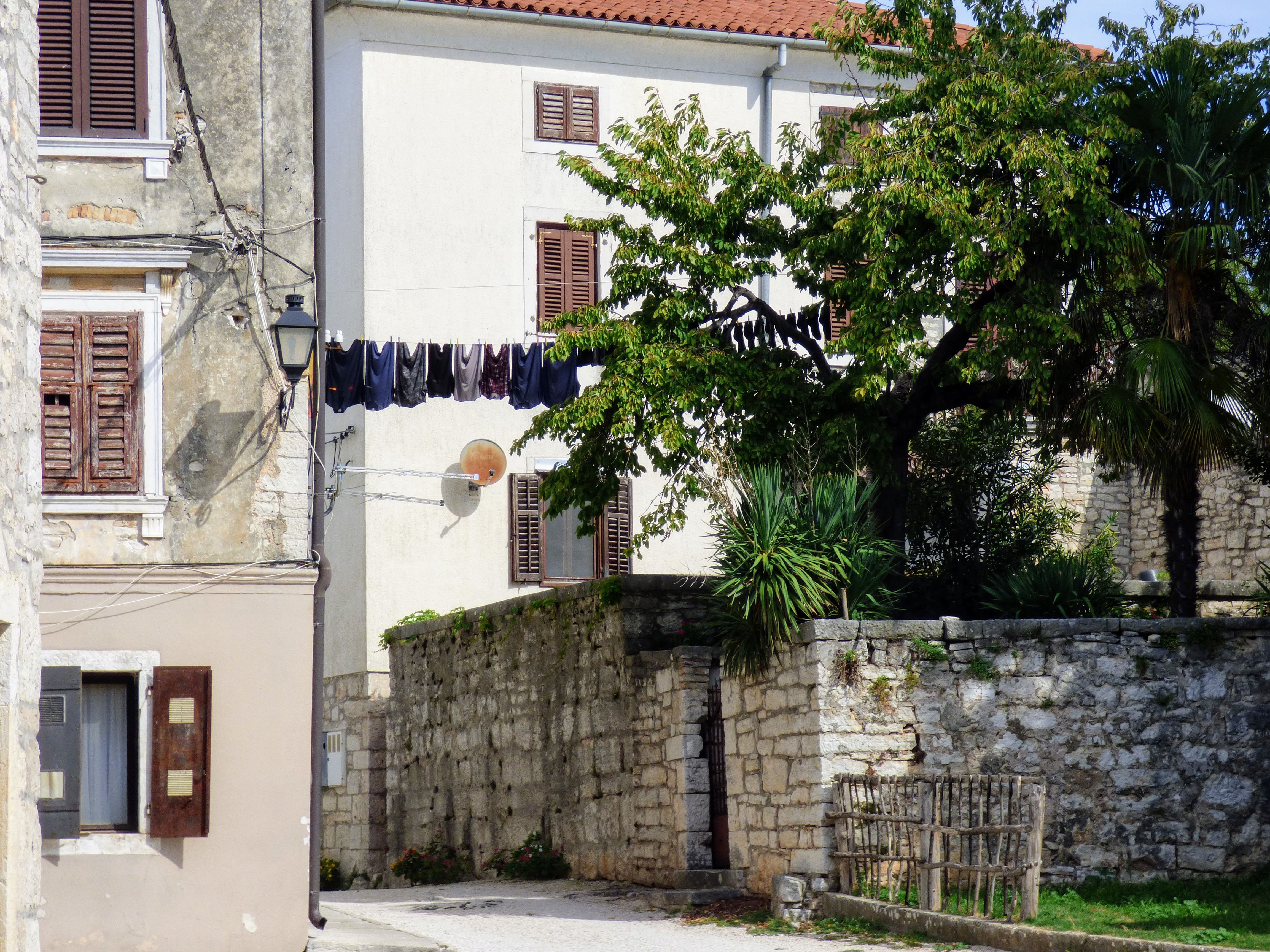
Straßenbild